# Никола Росић
Никола Росић (Београд, 5. август 1984) је српски одбојкаш. Висок је 192 cm и игра на позицији либера у румунској Крајови.

## Играчка каријера

### Клупска каријера
Росић је професионалну каријеру започео у Партизану, у ком је провео период од 1999. до 2004. године. Добрим партијама је скренуо пажњу на себе, па је, као двадесетогодишњак, прешао у Будванску ривијеру која је, тих година, важила за један од најквалитетнијих тимова у Србији и Црној Гори. Након двије сезоне, 2006. се отиснуо у иностранство његов сљедећи клуб био је њемачки Мерсер. Играо је одлично, али је екипа била просјечна, па је 2009. потписао уговор са најјачим њемачким клубом - Фридрихсхафеном - који је, поред стандардне доминације у Њемачкој, двије године раније (2007) освојио Лигу шампиона. За четири године (2009 - 2013) су освојена двије титуле првака Њемачке (2009/10, 2010/11) и једна титула побједника Купа Њемачке (2011/12).
Године 2013. Росић је прешао у швајцарски Лугано, са којим је освојио титулу националног првака (2013/14), али је, због лоше финансијске ситуације у клубу, послије само једне сезоне промијенио средину. Отишао је у румунски Томис из Констанце, који је, веома амбициозно, стварао тим за наступ у Лиги шампиона. Освојена је титула првака Румуније (2014/15), а Никола се 2015. вратио у Лугано.

### Репрезентативна каријера
Никола је репрезентативни деби имао 2005. Пет година је представљао резервно рјешење - будући да је, у то вријеме, Марко Самарџић био неприкосновен на позицији либера - али је, од Свјетског првенства 2010. преузео улогу првог пољара у националном тиму.
Са орловима је освојио
- бронзану медаљу на Свјетском првенству 2010.
- златну (2011) и бронзану (2013) медаљу на европским првенствима.
- двије сребрне (2009, 2015) и једну бронзану (2010) медаљу у Свјетској лиги.

Учесник је Олимпијских игара 2012, а био је и на ширем списку националног тима који је (2005, 2008) освајао сребрну медаљу у Свјетској лиги.
Од медаља на мање важним такмичењима, издваја се бронза са Медитеранских игара 2005.
Росић је 23. фебруара 2019. године објавио да је завршио репрезентативну каријеру.